# Eustenogaster eximia
Eustenogaster eximia är en getingart som först beskrevs av Charles Thomas Bingham 1897.  Eustenogaster eximia ingår i släktet Eustenogaster och familjen getingar. Utöver nominatformen finns också underarten E. e. eximioides.